# غوغا
غوغا (بالإنجليزية: Ghogha)‏ مدينة هندية تابعة لولاية كجرات في خليج كمبات، كانت مدينة تجارية في بحر العرب حتى تطورت المدينة المجاورة بهافا نجر في القرن الثامن عشر.